# ひるぜんベアバレースキー場
ひるぜんベアバレースキー場（ひるぜんベアバレースキーじょう）は、岡山県北部の真庭市蒜山本茅部にある真庭市のスキー場である。平成9年より、株式会社グリーンピア蒜山が管理・運営を行っている。名称に「ひるぜん」とあるが、これは蒜山高原に位置するという意味であり、実際にゲレンデがあるのは蒜山高原の南側に位置する丸山（標高1065m）の北斜面である。
米子道の蒜山インターより約5分と非常に交通アクセスのよいスキー場である。また営業期間中は、曜日を問わずナイター営業している（ゲレンデコンディションによっては中止もあり）。全面スノーボード滑走可。

## コース
- ベアーズバックコース
- ロックバレーコース
- フォックスロックコース
- ラビットコース

※全コース、ナイター滑走可

## 索道
- ペアリフト2本

## 施設
センターハウスにレストラン、ショップ、トイレ、休憩所に自動販売機コーナー、喫煙所、トイレ、センターハウス南側にキッズパーク（入場料一日500円、貸出用そり有り）、ゲレンデ西側にそり遊びのできる斜面あり。
ロックバレーコース　リフト側にボードパーク開設、キッカー、レール、ボックスなどを無料で使用出来る。
また公式施設として、スキー・スノーボードのスクール「SAJ公認 蒜山スキー学校」、スキー･ボード･ウエアーのレンタルショップ「ベアバレーレンタサービス」もある。
2009年12月よりベアバックコースにタワー型人工降雪機10台設置し、近年の降雪量の減少に対応している。
2011年にはキッズパークに、スノーエスカレーターを設置し、お子様用のそり遊びに対応している。
2015年にゲレンデ東側に、第2ペアーリフトを増設し、混雑の軽減をおこなった。
2017年には、自動改札を導入している。

## アクセス
- 米子自動車道 蒜山ICより国道482号を西に、新庄村方面で約5分